# 穆斯塔法·阿肯哲
穆斯塔法·阿肯哲（土耳其語：Mustafa Akıncı，土耳其語發音：[mustaˈfa akɯnˈdʒɯ]，1947年12月28日—），2015年当选第四任北塞浦路斯总统。他28岁时就成为尼科西亚土耳其直辖市市长，也是北塞浦路斯国会议员、副总理和旅游部长。
1975年，他被选为土耳其裔塞浦路斯制宪会议成员。这次选举后，他成为了尼科西亚土耳其直辖市第一位民选市长，从1976年到1990年连续14年担任市长。1993年至2009年间，他当选北塞浦路斯民选议员。
2015年3月13日，穆斯塔法·阿肯哲申请竞选总统。2015年4月19日，北塞浦路斯开始举行总统选举，阿肯哲获得了26.9%的选票，仅次于德尔维什·埃尔奥卢总统（Derviş Eroğlu）获得的28.2%的选票。2015年4月26日进行第二轮投票，阿肯哲最终赢得选举，当选总统。

## 著作
2010年，阿肯哲出版他的第一本书《担任市长十四年》（Belediye Başkanlığı'nda 14 yıl）。这本书有479页，旨在总结他担任尼科西亚土耳其直辖市市长的经验。